# Farvandet mellem Skælskør Fjord og Glænø
Farvandet mellem Skælskør Fjord og Glænø este o arie protejată (arie de protecție specială avifaunistică — SPA) din Danemarca întinsă pe o suprafață de 15.973 ha, din care 80 % marine.

## Localizare
Centrul sitului Farvandet mellem Skælskør Fjord og Glænø este situat la coordonatele 55°11′07″N 11°20′48″E / 55.185278°N 11.346667°E.

## Înființare
Situl Farvandet mellem Skælskør Fjord og Glænø a fost declarat arie de protecție specială avifaunistică în mai 1983 pentru a proteja 23 de specii de animale.

## Biodiversitate
Situată în ecoregiunile continentală și marină baltică, aria protejată nu include niciun habitat protejat.
La baza desemnării sitului se află mai multe specii protejate de  păsări (23): rață sulițar (Anas acuta), rață lingurar (Anas clypeata), gâscă cenușie (Anser anser), gâscă de semănătură (Anser fabalis), ciuf de câmp (Asio flammeus), buhai de baltă (Botaurus stellaris), Branta leucopsis, Calidris alpina schinzii, erete de stuf (Circus aeruginosus), erete vânăt (Circus cyaneus), lebădă de iarnă (Cygnus cygnus), lebădă de vară (Cygnus olor), șoim călător (Falco peregrinus), lișiță (Fulica atra), codalb (Haliaeetus albicilla), rață catifelată (Melanitta fusca), Mergus serrator, cormoran mare (Phalacrocorax carbo), ciocântors (Recurvirostra avosetta), eider (Somateria mollissima), chiră mică (Sterna albifrons), Sterna paradisaea, chiră de mare (Sterna sandvicensis).